# Phaedo3
Phaedo3, mis à l'eau en 2011 sous le nom de Foncia, un trimaran de la classe MOD70, conçue par le cabinet d'architectes VPLP pour succéder à la classe ORMA. Depuis 2015, il détient plusieurs records, dont Cowes-Dinard, la Fastnet Race et la RORC Caribbean 600.

## Historique
Construit en 2011 par CDK Technologies à Port-la-Forêt, le MOD70 Foncia est skippé par Michel Desjoyeaux.
Le voilier est racheté par Lloyd Thornburg en février 2015 pour 1,5 million d'euros, sur les conseils de Marcus Hutchinson et Brian Thompson.

## Palmarès

### 2011-2014:Foncia– Michel Desjoyeaux
- 2013 : MOD70 European Tour

### Depuis 2015:Phaedo3– Lloyd Thornburg
- 2015 :
  - record Antigua-Newport, en 3 jours, 5 heures, 54 minutes et 49 secondes[3] (1 560 milles nautiques)
  - record Fastnet, en 1 jour, 3 heures 42 minutes et 26 secondes[3] (595 milles nautiques)
  - record Cowes-Dinard, en 4 heures, 49 minutes et 51 secondes, à une vitesse moyenne de 28,7 nœuds[4],[3] (138 milles nautiques)
  - record Plymouth-La Rochelle, en 14 heures, 5 minutes et  20 secondes[3] (355 milles nautiques)